# Perlesta nitida
Perlesta nitida är en bäcksländeart som beskrevs av Banks 1948. Perlesta nitida ingår i släktet Perlesta och familjen jättebäcksländor. Inga underarter finns listade i Catalogue of Life.